# Облава в Фаросе Новой Смирны
Облава в Фаросе Новой Смирны (греч.  Το Μπλόκο του Φάρου Νέας Σμύρνης) — события периода Второй мировой войны, в ходе которых немецкие оккупационные войска и греческие коллаборационисты произвели массовые расстрелы в этом и соседних кварталах греческой столицы — одна из самых известных операций подобного рода совершённой вермахтом на территории Греции в 1944 году.

## Восточные и южные кварталы
Согласно переписи населения 1920 года в греческой столице проживало не более 300 тысяч человек, а в примыкающем к Афинам городе — порте Пирее ещё 130 тыс. человек.
Демографическая обстановка резко изменилась через два года в результате Малоазийской катастрофы, когда Греция приняла до полутора миллионов беженцев из Малой Азии.
Хотя бо́льшую часть беженцев приняла Македония, значительная их часть заселила пустыри окраинных (тогда) районов Афин и Пирея.
Так были хаотично застроены так называемые Восточные и Южные кварталы Афин.
Новая Смирна (греч. Νέα Σμύρνη) был самым большим из Южных кварталов и находился в 5 км к юго-западу от центра Афин.
Как и другие городские кварталы и сёла основанные беженцами по всей стране и получившие имена «Незабываемых Отечеств», квартал получил имя Смирны.
В конце 30-х годов его население достигло 6 тыс. человек, а к началу войны 15.000 человек.

## Новая Смирна в годы оккупации
Обездоленные малоазийские беженцы, ставшие жертвами антагонизма держав Антанты, в больших числах стали сторонниками компартии Греции, что в значительной мере определило их участие в годы оккупации в созданном греческими коммунистами Освободительном фронте (ЭАМ).
К началу 1944 года городские отряды ЭЛАС практически контролировали пригороды Афин, что выделяло на тот момент греческую столицу на фоне других оккупированных столиц Европы.
Оккупационные войска совершали налёты в пригороды, как правило, в дневное время суток.
Восхищённый борьбой афинян французский эллинист Роже Милльекс писал, что Афины являлись «столицей европейского Сопротивления».
Облавы совершаемые в ходе налётов на контролируемые городскими отрядами ЭЛАС кварталы были одной из форм контрмер оккупационных властей и карательных акций.
Из довоенного числа 15 тыс. жителей и за вычетом сотен жителей погибших в Греко-итальянскую войну (1940—1941) и в Великий голод, вызванный действиями немецких оккупационных властей, более 1500 жителей Новой Смирны вступили в Освободительный фронт, более 450 жителей стали бойцами городских отрядов ЭЛАС, не учитывая членов молодёжной ЭПОН и организации Национальная солидарность, которая в основном занималась логистической поддержкой Сопротивления.
В эти цифры также не включены десятки жителей квартала, действовавших в рядах других организаций.

## События, предшествующие Облаве
Оккупационные власти располагали информацией, что основной отряд Сопротивления Новой Смирны располагался в её северном районе, Фаросе.
Операция произведенная оккупантами в ночь с 4 на 5 января 1944 года имела ограниченный успех. Им удалось блокировать в доме лишь командира отряда, Спироса Алевизоса,
Алевизос не сдался и погиб после героического двухчасового боя.
Сегодня его именем названа улица Фароса, на которой располагался его дом.
1 августа оккупационные силы попытались вторгнуться в восточные кварталы Кесариани и Виронас, но их налёт был отбит отрядами т. н. 2-го и 3-го батальонов ЭЛАС.
3 августа оккупанты предприняли безуспешную попытку вторгнуться в соседний с Новой Смирной квартал Неос-Козмос.
В ходе трёхдневных боёв с 4 по 6 августа оккупанты и коллаборационисты безуспешно пытались прорвать т. н. Красную линию, которую удерживали бойцы так называемого 2-го городского полка ЭЛАС.
Оккупанты и коллаборационисты потеряли здесь убитыми 67 человек.
7 августа оккупанты сумели вступить в квартал Вирон, взяв с собой до 500 заложников и расстреляв 11 членов Сопротивления и примкнувшего к ним итальянского сержанта.
Однако около 70 бойцов ЭЛАС прорвались в южные кварталы Кациподи и Дургути.
Оккупационные власти приняли решение предпринять более масштабную операцию, охватывавшую кварталы Кациподи, Неос Космос, Новая Смирна, Дургути.
Как бы оправдывая операцию и подготавливая жителей столицы к последовавшим зверствам, министерство внутренних дел правительства коллаборационистов опубликовало в газетах утром 9 августа, в день когда началась операция, следующее сообщение:

 СООБЩЕНИЕ МИНИСТЕРСТВА ВНУТРЕННИХ ДЕЛ. Потери Батальонов безопасности в борьбе против мерзких агентов славянокоммунизма в Афинах и Пирее следующие:
- в июне 150 человек
- в июле 131 человек
- с 1 по 8 августа 50 человек
- в том числе один полковник, один подполковник, два мйора, четыре других фицеров и 10 десять унтер-офицеров

## Облава
На рассвете 9 августа 1944 года две колонны оккупационных сил вышли из центра города, из района где располагается Храм Зевса Олимпийского.
Первая колонна, 400 эсэсовцев при поддержке 20 танков и броневиков следовали по проспекту Вулиагменис, отрезая т.н 1-й батальон 2-го городского полка ЭЛАС находившегося по сведениям оккупантов где-то в кварталах Неос Космос, Кациподи, Дургути от других сил «полка» удерживающих т. н. «красную линию» между кварталами Св. Иоанна и Кациподи и Первым афинским кладбищем.
Вторая колонна, 400 итальянских фашистов продолжавших своё участие в войне под немецким командованием, несмотря на выход Италии из войны, продвинулись по проспекту Сингру, замыкая клещи со стороны Новой Смирны.
«Честь» вторжения в окружённые карталы и проведения облавы была поручена коллаборационистам из Батальонов безопасности, возглавляемых полковниками Плидзанопулосом, Бурандасом и Гиносом.
После полуторачасового боя в клещах облавы оказались две роты 1-го батальона Новой Смирны под командованием Л. Кирьякидиса (120 человек) и рота из восточного квартала Виронас прорвавшаяся сюда 7 августа.
Отдельным группам бойцов из этих рот удалось вырваться из кольца, группы которым это не удалось смешались с населением или рассредоточились по разным дома, готовясь к бою и выжидая наступления темноты.
2-й и 3-й батальоны 2-го городского полка ЭЛАС предприняли попытку помочь окружённым вырваться из кольца, но были остановлены огнём немецких танков, броневиков и миномётов.
Однако их атаки не позволяли немецкой колонне принять более активное участие в самой облаве и вынуждали немцев удерживать линию обороны на проспекте Вулиагменис.
Используя рупоры и под угрозой немедленного расстрела коллаборационисты призвали всё мужское население от 16 до 60 лет собраться на площади Фароса Новой Смирны, на территории завода ΕΘΕΛ и у армянской церкви Св. Григория.

### Фарос
На площади Фароса коллаборационистами командовал лейтенант Г. Захаропулос.
Собранные на площади жители не выдавали участников Сопротивления даже после того как коллаборационисты выборочно расстреляли на месте несколько человек.
Тогда были задействованы до 10 доносчиков, скрывавших своё лицо мешками с прорезями для глаз.
По их указанию были расстреляны 34 «чужаков» (бойцов роты из Виронас) и 80 жителей Новой Смирны, членов политических организаций Сопротивления.
Один из них, Димитрис Барутидис, сумел сорвать мешок с головы одного из доносчиков и успел выкрикнуть его имя до того как был застрелен на месте.

### Завод ΕΘΕΛ
Другим местом сбора стала площадь у шинного завода ΕΘΕΛ. Здесь расстрелы производили только немцы. По указанию доносчиков в масках были расстреляны 20 бойцов 1-го батальона и 60 членов политических организаций.
Расстрелы прекратились в 13.00, когда начался отбор жителей для отправки в Германию.
Немцы и коллаборационисты торопились завершить операцию и уйти из опасных для них кварталов до наступления темноты.
Командир 1-го батальона Новой Смирны, студент Яннис Кирьякидис, следовал директиве командования, согласно которой нужно избегать боя находясь в зоне окружения и прорываться из неё, совершая контратаки по внешнему контуру окружению.
С группой бойцов он попытался в начале достичь Фароса, а затем, использовав канализационную сеть, прошёл под контролируемым итальянцами проспект Сингру и выбрался в квартал Калитея, где влился в местный 2-й батальон.

### Дургути — сожжение Армянской слободки
Дургути был самым маленьким из южных кварталов и населялся в основном армянами бежавшими в Грецию в ходе Геноцида армян. за семь лет до завершения Малоазийской катастрофы.
Хотя речь идёт о скоплении жалких лачуг, армянские беженцы именовали свою слободку Новая Армения, в то время как жители Новой Смирны именовали её Арменика, т.е Армянские (дома).
В Дургути выделялись лишь здания построенные на деньги итальянского правительства, в качестве компенсации за обстрел итальянским флотом в 1928 году греческого острова Керкира.
Соответственно эта часть Дургути именовалась жителями Новой Смирны Италика, то есть Итальянские дома.
Яннис Кирьякидис в своих мемуарах напоминает, что армянские беженцы в своём большинстве были членами иди сторонниками компартии и приводит характерный пример : Коллаборационисты иронически именовали компартию Греции (КПГ, по гречески ККЕ) по заглавным буквам не Каппа Каппа Эпсилон, а Каппа Каппа Эмпсилон, указывая на специфическое произношение армянина Акопа, комедийного персонажа довоенного греческого кинематографа.
Одним из тройки руководителей компартии в Новой Смирне был Мурат Геделикян.
В ходе облавы мужское население слободки было собрано у армянской церкви Св. Григория.
Здесь также не обошлось без доносчиков — армянина Саркиса Кароглана и одной женщины, чьё имя источники Сопротивления не упоминают, будучи не уверенными в достоверности информации о имени доносчицы.
Были расстреляны 20 человек.
Среди расстрелянных здесь были коммунисты Геворг Гугасян, Саркис Векян, Лухин Сетрикян, Хачик Кюлян, Саян Барутян, Амбарцум Берберян, Карабет Сетян, Вахрам Сакаян (был убит на следующий день в Гуди).
Геделикян успел спрятаться и избежал расстрела в ходе этой облавы, но был арестован и расстрелян через несколько недель.
После полудня и завершив расстрелы в Фаросе и у шинного завода оккупанты и коллаборационисты стали отходить к проспекту Сингру и по ходу завершили свою операцию в Дургути.
Более половины домов в Дургути были сожжены, во многих случаях вместе с находившимися там больными, женщинами и детьми.
В ходе Гражданской войны в Греции (1946—1949), когда бывшие коллаборационисты преследовали коммунистов и участников Сопротивления, значительная часть армянских жителей Дургути эмигрировали в Советскую Армению.
Возможность эмиграции была обеспечена в ходе визита Анастаса Микояна в Грецию в 1947 году.

### Освобождение части заложников
Завершая операцию оккупанты начали отход к центру города по проспекту Сингру, уводя с собой до 2500 заложников.
Перед пивоваренным заводом Fix их арьергард подвергся атаке бойцов так называемого 2-го батальона южного квартала Калитея.
Были убиты до 30 немецких солдат и коллаборационистов, включая одного немецкого офицера, и освобождены 500 заложников.
В отместку оккупанты расстреляли несколько детей, чьи тела были выброшены на мусорной свалке в Мосхатоне.
Остальные заложники были перевезены в лагерь в Гуди и концлагерь «Хайдари», где 600 человек были отобраны для отправки в Германию.
Лишь немногие из этих 600 заложников вернулись домой.

### Организация инженерной роты
После ухода оккупантов и коллаборационистов из Фароса и других районов Новой Смирны оставшиеся жители высыпали на улицы, требуя у командования городских отрядов оружия.
Однако командование не располагало оружием и взамен предложило добровольцам создать т. н. инженерную роту. Инженерная рота была создана в течение часа и была отправлена пешим ходом в помощь 3-му батальону для строительства баррикад в восточный квартал Гува, где немецкие танки всё ещё продолжали попытку прорвать т.н Красную линию.

## Последствия
Через неделю механизированные и пехотные части 11-й авиаполевой дивизии вермахта, вместе с коллаборационистами из Батальонов безопасности принимавшими участие в облаве Новой Смирны, совершили Облаву в Кокинье.
Здесь были убиты до 350 человек, 8 тыс. взяты в заложники, из которых 3 тыс. были отправлены в Германию.
Немцы ушли из Афин 12 октября 1944 года. Город взяли под свой контроль городские отряды т. н. 1-го корпуса ЭЛАС:742.
На момент освобождения 1-й батальон Новой Смирны в составе 1-го корпуса насчитывал 1340 бойцов, из которых однако только 600 человек были вооружены оружием всевозможного происхождения, калибра и возраста.
Британские войска, прибывшие в греческую столицу через 3 дня после её освобождения:747, начали в декабре военные операции против городских отрядов ЭЛАС.
Не справляясь с городскими отрядами ЭЛАС, британское командование и прибывшее в Грецию эмиграционное правительство были вынуждены задействовать в боях коллаборационистов из «батальонов безопасности».
Много позже, заместитель военного министра, Леонидас Спаис, писал: «Это было решение англичан и моё. Я не оправдываю свои действия, но другого выхода не было. Наши военные силы были исчерпаны. В нашем распоряжении было 27 тысяч человек из „батальонов безопасности“. Мы использовали 12 тысяч, наименее скомпрометированных»:219.
Батальон Новой Смирны, по прежнему под командованием Я. Кирьякидиса, встретился в бою у подножия Акрополя со своими старыми знакомыми из Батальонов безопасности, вооружённых немецким оружием и поддерживаемых на этот раз английскими войсками и танками.
12 декабря Кирьякидис был ранен и выбыл из боя.
В течение двух недель английские и индийские части, при поддержке танков и авиации пытались занять Новую Смирну, Фарос, Дургути.
Лишь 29 декабря 1-й городской батальон ЭЛАС Новой Смирны отступил по приказу к горе Имитос.
Последовала новогодняя облава Новой Смирны, на этот раз английская, и сотни жителей квартала были отправлены в концлагерь Эль Даба в британский Египет.